# 後藤弘治
後藤 弘治（ごとう ひろじ、1962年2月10日 - ）は、日本の実業家。
2018年現在、日進工具株式会社代表取締役社長。東京都出身。1985年、関東学院大学経済学部を卒業し、同年日進工具製作所（現日進工具株式会社）入社。1988年取締役就任。1992年常務取締役就任。1995年専務取締役就任。2011年副社長。2013年日進工具代表取締役社長就任。2017年12月19日ラジオNIKKEIに出演。「メイド・イン・ジャパンが最強の戦略」と述べた。また仙台工場で全量生産、製造装置も自社生産で他社の真似が出来ないようにもしていると述べた。

## 実績
- 2017年3月 - 日進工具を東証2部に上場させる
- 2017年9月 - 日進工具を東証1部に上場させる